# Gahard
Gahard település Franciaországban, Ille-et-Vilaine megyében. Lakosainak száma 1523 fő (2022. január 1.). Gahard Andouillé-Neuville, Ercé-près-Liffré, Mézières-sur-Couesnon, Saint-Aubin-d’Aubigné, Saint-Aubin-du-Cormier, Sens-de-Bretagne és Vieux-Vy-sur-Couesnon községekkel határos.

## Népesség
A település népességének változása:
| Lakosok száma | 865  | 813  | 890  | 1144 | 1374 | 1424 | 1467 | 1525 | 1524 | 1523 |
|               | 1968 | 1982 | 1990 | 2006 | 2013 | 2015 | 2017 | 2019 | 2020 | 2022 |